# 戈斯諾爾德 (麻薩諸塞州)
戈斯諾爾德（英語：Gosnold）是一個位於美國麻薩諸塞州杜克斯縣的鎮。

## 人口
根據2020年美國人口普查的數據，戈斯諾爾德的面積為363.00平方千米，當中陸地面積為34.20平方千米，而水域面積為328.80平方千米。當地共有人口70人，而人口密度為每平方千米0人。